# ادبیات پوچ‌گرا
ادبیات ابزورد یا ادبیات پوچ‌گرا (انگلیسی: Absurdist fiction) ژانری از رمان‌ها، نمایشنامه‌ها، شعرها، فیلم‌ها است که بر تجربیات شخصیت‌ها در موقعیت‌هایی تمرکز می‌کند که نمی‌توانند هیچ معنا و هدف ذاتی برای زندگی پیدا کنند و اغلب با اعمال و رویدادهایی بی‌معنی نشان داده می‌شود. این موضوع یقین به مفاهیم وجودی مانند حقیقت یا ارزش را زیر سؤال می‌برد.
ژانر ادبیات ابزورد در دهه‌های ۱۹۵۰ و ۱۹۶۰، ابتدا در فرانسه و آلمان به‌وجود آمد که ناشی از سرخوردگی پس از جنگ بود. ادبیات ابزورد واکنشی است در برابر موج رمانتیسم پاریس در دهه ۱۸۳۰، فروپاشی سنت مذهبی در آلمان، و انقلاب اجتماعی و فلسفی به رهبری سورن کی‌یرکگور و فردریش نیچه.
عناصر رایج در داستان‌های پوچ‌گرایانه عبارتند از طنز، کمدی سیاه، ناسازگاری، تحقیر عقل و مجادله در مورد شرایط فلسفی «هیچ» بودن. داستان ابزورد در قالب نمایش‌نامه به تئاتر ابزورد معروف است. تمرکز هر دو ژانر (داستان و نماش‌نامه) بر تجربه شخصیت‌ها است، بر پایه این ایده که زندگی نامتجانس، آشتی‌ناپذیر و بی‌معنی است. ویژگی داستان‌های پوچ‌گرایانه تجربه مبارزه برای یافتن هدفی درونی در زندگی است، که توسط شخصیت‌ها در نمایش اعمالی بی‌معنا صورت می‌پذیرد، و در رویدادهای بیهوده‌ای که در آن شرکت می‌کنند به تصویر کشیده می‌شود.
پوچ‌گرایی یک جنبش فلسفی است که گسترش‌یافته یا تغییر مسیری از اگزیستانسیالیسم است، و بر بیهودگی نوع بشر و انگست و اضطراب عاطفی در هنگام به چالش کشیدن وجود تمرکز می‌کند. دیدگاه‌های اگزیستانسیالیستی و آگنوستیک در رمان‌های پوچ‌گرا و تئاتر ابزورد، در بیان طرح و شخصیت‌ها مورد بررسی قرار می‌گیرند. از نویسندگان اصلی پوچ‌گرا می‌توان به فرانتس کافکا، آلبر کامو، ساموئل بکت و اوژن یونسکو اشاره کرد.

## مشخصات
بسیاری از داستان‌های پوچ‌گرایانه ممکن است ماهیتی طنز یا غیرمنطقی داشته باشند. طنز پوچ‌گرایانه شیوه‌ای از کمدی توصیف می‌شود که متکی بر موارد غیرمنطقی، نقض علیت و توالی اتفاقات غیرقابل پیش‌بینی است. ویژگی بارز این ژانر این است که نه کمدی است و نه جفنگ، بلکه مطالعه رفتار انسان در شرایطی (چه واقع‌گرایانه، چه خیالی) است که به‌نظر بی‌هدف و از نظر فلسفی پوچ است. داستان‌های پوچ‌گرایانه قضاوت کمی در مورد شخصیت‌ها یا اعمال آن‌ها ارائه می‌کنند، و این وظیفه به خواننده واگذار می‌شود. همچنین، «اخلاقی بودن» داستان روشن نیست، و مضامین یا درک شخصیت‌ها، در صورت وجود، اغلب ماهیتی مبهم دارند.
علاوه بر این، بر خلاف بسیاری از اشکال دیگری از داستان‌ها، آثار پوچ‌گرایانه لزوماً ساختار طرح سنتی (یعنی کنش افزایشی، اوج، افت، و غیره) ندارند. عناصر متعارف داستان مانند طرح، شخصیت‌پردازی و گسترش داستان معمولاً وجود ندارند. برخی از محققان توضیح می‌دهند که این گونه داستان مستلزم «دور شدن از» یک هنجار است. همچنین در حال زیر سؤال بردن اعتبار عقل بشری است که ادراکات قوانین طبیعی از آن ناشی می‌شود.
داستان پوچ‌گرایانه به‌دنبال ناخودآگاه جمعی نیست، زیرا به شدت فردگرایانه است و منحصراً بر کاوش احساسات ذهنی یک فرد یا یک موجود از وجود خودش تمرکز دارد.

## بررسی اجمالی
ژانر پوچ‌گرایی از ادبیات نوگرای اواخر قرن ۱۹ و اوایل قرن ۲۰ و در تقابل با ادبیات ویکتوریایی که درست قبل از این دوره سرآمد بود، رشد کرد، و تحت‌تأثیر جنبش‌های اگزیستانسیالیستی و نیهیلیستی در فلسفه، و جنبش‌های دادائیستی و سوررئالیستی در هنر بود. تأثیرات فلسفی اگزیستانسیالیسم و نیهیلیسم بر داستان‌های پوچ‌گرا نتیجه سرخوردگی پس از جنگ بود. رمان‌نویسان و آهنگ‌سازان داستانی پوچ‌گرا خواستار آزادی از قراردادهای رایج در جنبش فلسفی ۱۹۴۰ در فرانسه شدند. وقایع تاریخی دیگری که بر سبک و فلسفه این نهضت ادبی تأثیر گذاشت عبارتند از ظهور بمب اتمی و جنگ سرد.
در سال ۲۰۰۹، روان‌شناسان دانشگاه کالیفرنیا، سانتا باربارا و دانشگاه بریتیش کلمبیا گزارشی را منتشر کردند که نشان می‌داد خواندن داستان‌های پوچ‌گرایانه توانایی افراد را برای یافتن الگوها بهبود می‌بخشد. یافته‌های آن‌ها نشان می‌دهد که افراد باید برای یافتن ثبات و معنا در یک داستان تلاش کنند و این کوشش «مکانیسم‌های شناختی که مسئول یادگیری ضمنی نظم‌های آماری هستند» را افزایش می‌دهد.

## زمینه و ریشه
فرانتس کافکا، ژان پل سارتر، ساموئل بکت، اوژن یونسکو، آلبر کامو، سال بلو، دونالد بارتلمی و کورمک مک‌کارتی از شناخته‌شده‌ترین نویسندگان داستان‌های پوچ‌گرا به‌شمار می‌روند. کافکا (۱۸۸۳–۱۹۲۴) رمان‌نویس بوهمیایی آلمانی‌زبان و یک پوچ‌گرا بود. از جمله کسانی که بر کافکا تأثیر گذاشتند عبارتند از: فردریش نیچه، ادگار آلن پو، چارلز دیکنز. محبوب‌ترین داستان‌های کافکا عبارتند از: قضاوت که در سال ۱۹۱۲ منتشر شد؛ مسخ، منتشرشده در ۱۹۱۵؛ گروه محکومین منتشرشده در ۱۹۱۹ و هنرمند گرسنگی منتشرشده در سال ۱۹۲۲. محاکمه نیز که بین سال‌های ۱۹۱۴ و ۱۹۱۵ نوشته شد، شناخته‌شده‌ترین داستان کافکا است. استفاده کافکا از اسطوره‌شناسی، کمدی، قصیده و سوررئالیسم در «سمبلیسم اسطوره‌ای دنیای دیوانه‌شده»، مظهر ویژگی‌های متمایز داستان‌های پوچ‌گرا است. تأثیر فرانتس کافکا بر پوچ‌گرایی به قدری بود که برخی از او به‌عنوان «پادشاه ابزورد» و رهبر جنبش ابزورد یاد می‌کنند. برخی نیز استدلال می‌کنند که کافکا یک سوررئالیست بود. ساموئل بکت، رمان‌نویس، نمایشنامه‌نویس، نویسنده داستان کوتاه، کارگردان تئاتر، شاعر و مترجم ادبی ایرلندی نیز یک پوچ‌گرای پیشرو بود. نمایش‌نامه معروف بکت در انتظار گودو، که در سال ۱۹۵۳ به نمایش درآمد، با استفاده از تکنیک‌های تراژیک‌کمدی، در تئاتر پوچ‌گرا طبقه‌بندی می‌شود. ویژگی‌های معرفی‌شده توسط بکت شامل طنز تلخ و ناامیدی و بداهه‌گویی در مورد پوچ بودن تئاتر بود است (دیکسون، اندرو، ۲۰۱۷). اوژن ایونسکو نمایشنامه‌نویس فرانسوی رومانیایی، یکی از برجسته‌ترین نویسندگان تئاتر آوانگارد و رهبر پوچ‌گرایی فرانسه بود. صندلی‌ها (۱۹۵۲) اثر یونسکو توسط خود او، در رده موتیف‌های پوچ‌گرایانه، اگزیستانسیالیسم و شعرهای جفنگ به‌عنوان یک «مضحکۀ غم‌انگیز» نام‌گذاری شد، که در مورد «عدم ارتباط در زندگی ما انسان‌ها» توضیح می‌دهد.

## نمونه
نمونه‌هایی از نویسندگان داستان‌های پوچ گرا عبارتند از:
- جان سوارتزولدر
- ادوارد آلبی
- ساموئل بکت (در انتظار گودو)
- آلبر کامو
- فئودور داستایوفسکی
- ژان ژنه
- نیکلای گوگول
- جیمز کلمن (چقدر دیر بود، چقدر دیر)
- فرانتس کافکا (مثلاً مسخ، محاکمه، قصر)
- هاروکی موراکامی
- ژان پل سارتر
- فیلیپ کی. دیک
- ماچو کاپاتوندا
- کرت وانگات
- کوبو آبه
- دانیل خارمس
- اوسامو دازای
- بوریس ویان

نمونه‌هایی از آثار پوچ‌گرایانه عبارتند از:
- صحرای تارتار (دینو بوزاتی)
- مرد نامرئی (رالف الیسون)
- موریل اسپارک، صندلی راننده و گرمخانه کنار رودخانه شرقی
- رویای آمریکایی (ادوارد آلبی)
- تبصره ۲۲ (جوزف هلر)
- جهان به روایت گارپ (جان ایروینگ)
- دکتر استرنجلاو (استنلی کوبریک)
- نمایش‌نامه‌های اوژن یونسکو
- برخی از نمایشنامه‌های اولیه هارولد پینتر
- روزنکرانتز و گیلدنسترن مرده‌اند (تام استاپارد)[۱۶]
- مرگ تارلکین (الکساندر سوخوو کوبیلین)
- بوجک هورسمن (مجموعه تلویزیونی نتفلیکس)[۱۷]
- ریگت (لارس فون تریر)
- سر و صدای سفید نوح باومباخ

نمونه‌هایی از فیلم‌سازان پوچ‌گرا عبارتند از:
- اینگمار برگمان[۱۸]
- لوئیس بونوئل[۱۹]
- دانیل‌ها (مرد ارتشی سوئیسی و همه‌چیز همه‌جا به یکباره)
- ورنر هرتسوگ
- هارمونی کورین
- برادران کوئن[۲۰]
- چارلی کافمن
- یورگوس لانتیموس[۲۱]
- دیوید لینچ
- رومن پولانسکی (چاقو در آب، انزجار، بن‌بست، کشتار)

## تئاتر ابزورد
نمایش‌نامه‌های داستانی پوچ‌گرا پس از جنگ جهانی اول، به‌ویژه نمایشنامه‌هایی که بیشتر توسط نمایشنامه‌نویسان اروپایی در اواخر قرن بیستم نوشته شده‌اند، تئاتر ابزورد نامیده می‌شود، همچنین به‌عنوان یکی از سبک‌های تئاتری که از آن آثار به اجرا رفته‌اند. اصطلاح «تئاتر ابزورد» توسط منتقد ادبی مارتین اسلین، در مقاله‌ای که در سال ۱۹۶۰ با عنوان «تئاتر ابزورد» منتشر کرد، ابداع شد. اسلین نمایشنامه‌هایی منتخب را بر اساس مضمون پوچ‌نویسی مرتبط کرد؛ شبیه به روشی که کامو در سال ۱۹۴۲، در مقاله خود به‌نام افسانه سیزیف استفاده کرد. ایدئولوژی تئاتر ابزورد برگرفته از اگزیستانسیالیسم است و بیانگر نتیجه محروم شدن وجود انسان از معنا یا هدف و در نتیجه از هم گسیختگی تمامی ارتباطات است. ساخت و استدلال منطقی در تئاتر پوچ‌گرا جای خود را به ویژگی‌های گفتار غیرمنطقی و نتیجه نهایی سکوت داد. تئاتر ابزورد شامل شیفتگی به ابزوردگی در طیفی از اشکال وجودی، فلسفی، احساسی و نمایشی است. تئاتر پوچی به‌عنوان یک فرم دراماتیک تئاتر را به سمت افراط سوق می‌دهد و در عین حال سؤالاتی را در مورد این‌که واقعیت و غیرواقعییت واقعاً چه شکلی هستند را مطرح می‌کند. مارتین اسلین چهار نمایشنامه‌نویس اثرگذار جنبش تئاتر ابزورد را ساموئل بکت، آرتور آدامف، اوژن یونسکو و ژان ژنه نام برد، و در نسخه‌های بعدی مقاله‌اش، پنجمین نمایشنامه‌نویس را هارولد پینتر را دانسته‌است. از نویسندگان دیگری که اسلین و منتقدان دیگر از آن‌ها نام برده‌اند می‌توان به تام استاپارد، فردریش دورنمات، فرناندو آرابال، ادوارد آلبی، بوریس ویان و ژان تاردیو اشاره کرد.